# Sjef van Run
Sjef van Run (’s-Hertogenbosch, 1904. január 2. – Eindhoven, 1973. december 17.), holland válogatott labdarúgó.
A holland válogatott tagjaként részt vett az 1928. évi nyári olimpiai játékokon, illetve az 1934-es világbajnokságon.